# Бобоквати
Бобоквати (груз. ბობოყვათი) — село в Грузии, на территории Кобулетского муниципалитета автономной республики Аджария.

## География
Село находится в юго-западной части Грузии, в берегах реки Дехвы, к востоку от побережья Чёрного моря, вблизи южной окраины города Кобулети, административного центра муниципалитета. Абсолютная высота — 106 метров над уровнем моря.

## Население
По результатам официальной переписи населения 2014 года, в Бобоквати проживало 2282 человека (1166 мужчин и 1116 женщин). В национальной структуре населения грузины составляли 97,7 %, китайцы — 1,3 %, русские — 0,5 %.
| Год  | Население, человек |
| ---- | ------------------ |
| 2002 | 2859               |
| 2014 | ↘ 2282             |